# Kazajistán en los Juegos Olímpicos de Sochi 2014
Kazajistán estuvo representada en los Juegos Olímpicos de Sochi 2014 por un total de 52 deportistas que compitieron en 10 deportes. Responsable del equipo olímpico fue el Comité Olímpico Nacional de Kazajistán, así como las federaciones deportivas nacionales de cada deporte con participación.
El portador de la bandera en la ceremonia de apertura fue el esquiador de fondo Yerdos Ajmadiyev.

## Medallistas
El equipo olímpico kazajo obtuvo las siguientes medallas:
| Nombre    | Deporte            | Competición  |
| --------- | ------------------ | ------------ |
| Oro       |                    |              |
| —         |                    |              |
| Plata     |                    |              |
| —         |                    |              |
| Bronce    |                    |              |
| Denis Ten | Patinaje artístico | Individual M |